# August Hahr (militär)
August Hahr, född 26 mars 1802 på Ultuna, Bondkyrko socken, Uppsala län, död 19 januari 1885 i Stockholm, var en svensk militär och kartograf. Han var far till Mauritz och Theodor Hahr samt farfar till August Hahr.
Hahr blev underlöjtnant vid Fältmätningskåren 1821 och deltog sedan i de topografiska mätningarna i Västergötland, Södermanland och Uppland. År 1828 blev han löjtnant i armén, vistades två år utrikes samt tjänstgjorde 1831–1832 vid rekognosceringarna i Östergötland och 1832–1834 vid generaladjutantsexpeditionen för armén. År 1837 tog han avsked ur Topografiska kåren, blev 1838 kapten i armén, var 1842 sysselsatt med rekognosceringar i Halland och 1842–1844 anställd vid Generalstabens litografiska anstalt i Stockholm, befordrades 1857 till major i armén och erhöll 1868 avsked. Han utgav en rad kartor, dels med understöd av statsmedel, dels på egen bekostnad. Hahr är begravd på Norra begravningsplatsen utanför Stockholm.

## Verk
- Geografisk och militärstatistisk karta öfver Sverige och Norrige samt Danmark med Schlesvig och Holstein (1845; andra upplagan 1848)
- Karta öfver föreslagne jernvägskommunikationer inom Stockholms, Upsala, Nyköpings, Vesterås', Örebro och Carlstads län (två blad, 1856)
- Karta öfver Sverige i 10 blad. Jemte statistik öfver rikets alla socknar, samt deras ecclesiastika, administrativa och juridiska indelningar (åtta blad, upptagande mellersta och södra Sverige, 1853-60)
- Statistisk karta öfver medlersta och södra Sverige (åtta blad, 1852; andra upplagan 1861)
- Statistisk tablå öfver länens och socknarnes eklesiastika, administrativa och juridiska indelningar inom Sverige (1861)
- Fysisk och politisk karta öfver mellersta och södra Sverige (åtta blad, 1868)
- Karta öfver norra Sverige, upptagande Jemtlands, Vesternorrlands, Vesterbottens och Norrbottens län (två blad, 1871)
- Generalkarta öfver jernvägskommunikationer inom Sverige. Norge och Danmark samt inom angränsande delar af Östersjöländer (sex blad, 1875; andra upplagan 1880).